# Klášter Bon-Secours
Benediktinský klášter Bon-Secours (francouzsky Couvent des Bénédictines du Bon-Secours) je bývalý klášter v Paříži. Na jeho výstavbě se v 17. a 18. století podíleli architekti Ange-Jacques Gabriel a Victor Louis. Jeho budovy slouží k obytným účelům a nacházejí se v ulici Rue de Charonne č 99-101 a Impasse Bon-Secours v 11. obvodu. Od roku 1973 jsou chráněny jako historická památka.

## Historie
Klášter Notre-Dame-de-Bon-Secours založila v roce 1648 Claude de Bouchavanne, vdova po královském radovi de Viguier. Koupila dům v Rue de Charonne a pověřila svou sestru Madeleine-Emmanuelle de Boucharanne jejím vedením. Kapli a klášter v letech 1770-1780 přestavěl a rozšířil architekt Victor Louis. Klášter byl zrušen za Francouzské revoluce a rozprodán jako národní majetek soukromníkům.
V roce 1802 zde průmyslníci Richard a Lenoir zřídili přádelnu. V roce 1832 zde Pinel-Grand-Champ zřídil Školu průmyslového a obchodního umění (École des arts industriels et du commerce). V roce 1846 byly budovy přeměněny na nemocnici, v roce 1848 se jejich majitelkou stala manželka advokáta Alexandra Ledru-Rollin, která je odkázala městu Paříži. V roce 1863 byly pronajaty protestantské církvi. Ve 20. století byly některé budovy demolovány (kaple v roce 1937), takže z původní zástavby zůstalo jen několik fasád vedoucích na ulici a do dvora, marketerie a parkety v prvním patře jedné z budov. Tyto pozůstatky jsou od roku 1973 chráněny jako historická památka.